# 石田周三
石田 周三（いしだ しゅうぞう、1910年7月16日‐ 1985年6月20日）は、日本の動物生理学者。

## 来歴
東北帝国大学理学部卒。1956年「二枚介類における代謝型式」で理学博士。東北帝国大学浅虫臨海実験所、千葉大学文理学部助教授、教授、1974年定年退官、名誉教授。ダーウィンの『種の起原』を訳すなど啓蒙的著作・翻訳を行った。妻は西村伊作の長女の石田アヤ。娘は文化学院副院長を務めた立花利根（1937- ）。

## 家族
- 祖父・石田秋水（市治） - 宮城県仙台出身。養賢堂教師。書家。宮城の自由民権団体「本立社」会員 [2][3][4]
- 父・石田武洲 (1865年生) - 秋水の三男。愛国生命保険支配人。[2]
- 母・りゅう (1877年生) - 岡次郎太郎の二女。[2]
- 妻・石田アヤ - 西村伊作の長女
- 娘・立花利根 - 立花宗鑑の妻。文化学院副院長。子に立花宗和
- 父方叔母・きせ（1868年生） - 陸軍歩兵大尉・摺澤孜の妻。孜の兄は名将と言われた陸軍中将・摺澤静夫。[5][6][7]

## 著書
- 『生物の進化』羽田書店(生活科学新書) 1942年
- 『科学の光』鍾美堂 1943年
- 『生命の世界』青木書店 1943年
- 『ダーウィン』日本図書(科学者伝叢書) 1947年
- 『生命の歴史』高山書院(若い人の文化叢書) 1949年
- 『生命とその起原』宝文館(NHK教養大学) 1956年
- 『生命のひみつをさぐる』日本児童文庫刊行会(アルス日本児童文庫) 1958年
- 『生物難問集』學生社 1961年

### 共編
- 『科学用語辞典』矢島祐利 弘文堂(アテネ文庫) 1951年
- 『人間の科学 第1巻 人間の生態』杉靖三郎共編 中山書店 1956年

### 翻訳
- エドワード・スチュワート・ラッセル『動物の行動・環境』永野為武共訳 岩波書店 1937年
- 『ダーウィン全集 人間の由来』岡邦雄共訳 白揚社 1938年-39
- 『ダーウィン全集 第2 種の起原』内山賢次共訳 白揚社 1939年
- L.N.ウッド『動物園の博士 爬虫類の友ディトマーズの生涯』創元社 1950年
- W.ハウエルズ『人間の来た道 人類学入門』石田アヤ共訳 創元社 創元科学叢書 1950
- アドリアン・アルバート『選択毒性 特に化学療法に関して』井坂三郎,秋野美樹共訳 三共出版 1956年
- T.マン『精液の生化学』陶山好夫,大西孝之共訳 三共出版 1956年
- R.B.フィッシャー『蛋白質代謝』大西英爾共訳 三共出版(メスュエン生化学叢書) 1957年